# Groovy (альбом Реда Гарленда)
Groovy — студійний альбом американського джазового піаніста Реда Гарленда, випущений у 1957 році лейблом Prestige Records.

## Опис
Свій другий альбом піаніст Ред Гарленд записав зі своїм тріо, до складу якого увійшли контрабасист Пол Чемберс і ударник Арт Тейлор. Записаний під час сесій 24 травня і 9 серпня 1957 року на студії Van Gelder Studio в Гекенсеку (Нью-Джерсі).
Альбом містить 6 композицій, включаючи «C-Jam Blues» Дюка Еллінгтона, блюзові «Will You Still Be Mine?» і «Gone Again», та один оригінал Гарленда «Hey Now». 

## Список композицій
1. «C-Jam Blues» (Барні Бігард, Дюк Еллінгтон) — 8:21
2. «Gone Again» (Кертіс Льюїс, Керлі Гемнер, Лайонел Гемптон) — 6:46
3. «Will You Still Be Mine?» (Метт Денніс, Том Едейр) — 4:43
4. «Willow Weep for Me» (Енн Ронелл) — 9:35
5. «What Can I Say (After I Say I'm Sorry?)» (Волтер Дональдсон, Ейб Лімен) — 7:14
6. «Hey Now» (Ред Гарленд) — 3:41

## Учасники запису
- Ред Гарленд — фортепіано
- Пол Чемберс — контрабас
- Арт Тейлор — ударні

Технічний персонал
- Боб Вейнсток — продюсер
- Руді Ван Гелдер — інженер
- Айра Гітлер — текст
- Рід Майлз — дизайн обкладинки
- Білл Коннор — фотографія